# Piret Rips
Piret Rips-Laul, född 19 januari 1965 i Valga är en estnisk kompositör. Hon är främst känd för sånger för barn och ungdomar men har även arbetat med körmusik. Rips-Laul tog 1983 examen från Tallinn Music High School där hon studerat piano. År 2014 tog hon examen vid Estonian Academy of Music.
Hon har arbetat som pianolärare och lärare i musikteori vid ett flertal skolor.
Rips-Laul har skrivit fler än 100 sånger och fått flera utmärkelser i Estland.